# Club UNESCO
I Club per l'UNESCO sono costituiti da gruppi di volontari organizzati ed operanti per il conseguimento di un fine comune al servizio degli ideali dell'UNESCO, sin dal 1947. Questi gruppi sono interamente autonomi, sia finanziariamente che organizzativamente, e l'UNESCO stessa non interferisce e non è responsabile delle loro attività.
In particolare, ai Club per l'UNESCO aderiscono giovani e adulti, appartenenti a tutti i campi di studio, di lavoro e di specializzazione professionale. Attraverso iniziative concrete nei campi dei Diritti Umani, Educazione, Scienza, Cultura e Comunicazione coadiuvano l'opera dell'UNESCO, per il mantenimento della Pace come richiesto dal Preambolo dell'Atto Costitutivo sin dal 1945  “poiché le guerre hanno origine nello spirito degli uomini, è nello spirito degli uomini che devono essere innalzate le difese della pace”.
I Club sono più di 4000 e sono raggruppati in Federazioni nazionali, regionali, quali Europa e Nord America, Asia, Africa, America Latina, e mondiale. Agiscono nei settori di competenza dell'UNESCO, operando in più di cento Paesi.
In Italia n.105 Club per l'UNESCO sono riuniti nella Federazione Italiana dei Club per l'UNESCO (FICLU) www.ficlu.org